# Avenue Gabriel-Péri (Saint-Ouen-sur-Seine)
Pour les articles homonymes, voir Avenue Gabriel-Péri.
L'avenue Gabriel-Péri est une voie publique de Saint-Ouen-sur-Seine, dans le département de la Seine-Saint-Denis.

## Situation et accès

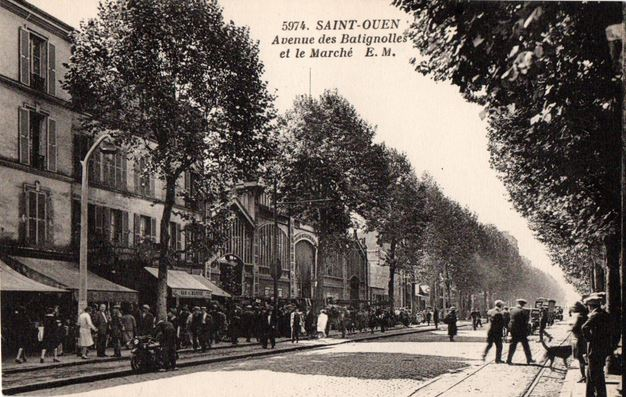
Avenue des Batignolles et le marché

Elle commence au nord, place de la République.
Elle passe sous le pont ferroviaire de la ligne de La Plaine à Ermont - Eaubonne.
Elle traverse ensuite le carrefour de l'église Notre-Dame-du-Rosaire, où se rencontrent la rue Farcot, la rue Louis-Blanc, la rue Charles-Schmidt et la rue Kléber.
Elle forme ensuite le point de départ, sur la droite, de la rue Raspail et de l'avenue du Capitaine Glarner. Elle se termine enfin avenue de la Porte-de-Saint-Ouen.
Cette voie de communication relie ainsi l'hôtel de ville à la porte de Saint-Ouen et constitue la principale artère commerçante de la commune. Enfin, elle constitue également l'intégralité de la route départementale 111.
Parcourue en souterrain par la ligne 13 du métro, elle est accessible par les stations Mairie de Saint-Ouen (également desservie par la ligne 14), Garibaldi et Porte de Saint-Ouen.

## Origine du nom
Cette avenue est nommée en hommage à Gabriel Péri, journaliste et homme politique français.

## Historique
- La rue s'appelait anciennement rue des Batignolles[3], du nom du village puis de la commune vers laquelle elle conduisait (Batignolles-Monceau) avant son absorption dans le 17e arrondissement de Paris.
- En 1930, le sud de l'avenue, qui traversait la zone non ædificandi fut annexé par la ville de Paris, pour y construire plus tard le boulevard périphérique.

## Bâtiments remarquables et lieux de mémoire
- No  1 : À l'angle de la rue Diderot, l'ancien Hôtel des Postes, aujourd'hui Centre des Finances Publiques, construit avant la Première Guerre Mondiale.
- No  30 : C'est dans un box situé à cette adresse que le 19 février 1973, fut caché le cercueil de Philippe Pétain, volé en vue de le réinhumer à Verdun.
- No  55 : Pont ferroviaire de la ligne de La Plaine à Ermont - Eaubonne et ancienne gare de Saint-Ouen-Garibaldi.
- No  59 : Maison Basque de Paris.
- No  65 : Église Notre-Dame-du-Rosaire

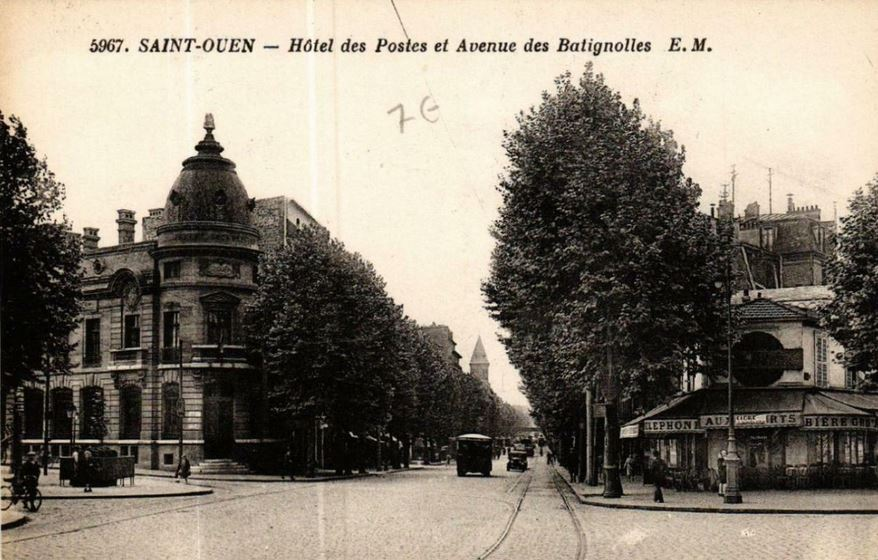
Hôtel des Postes, angle rue Diderot et avenue Gabriel-Péri.
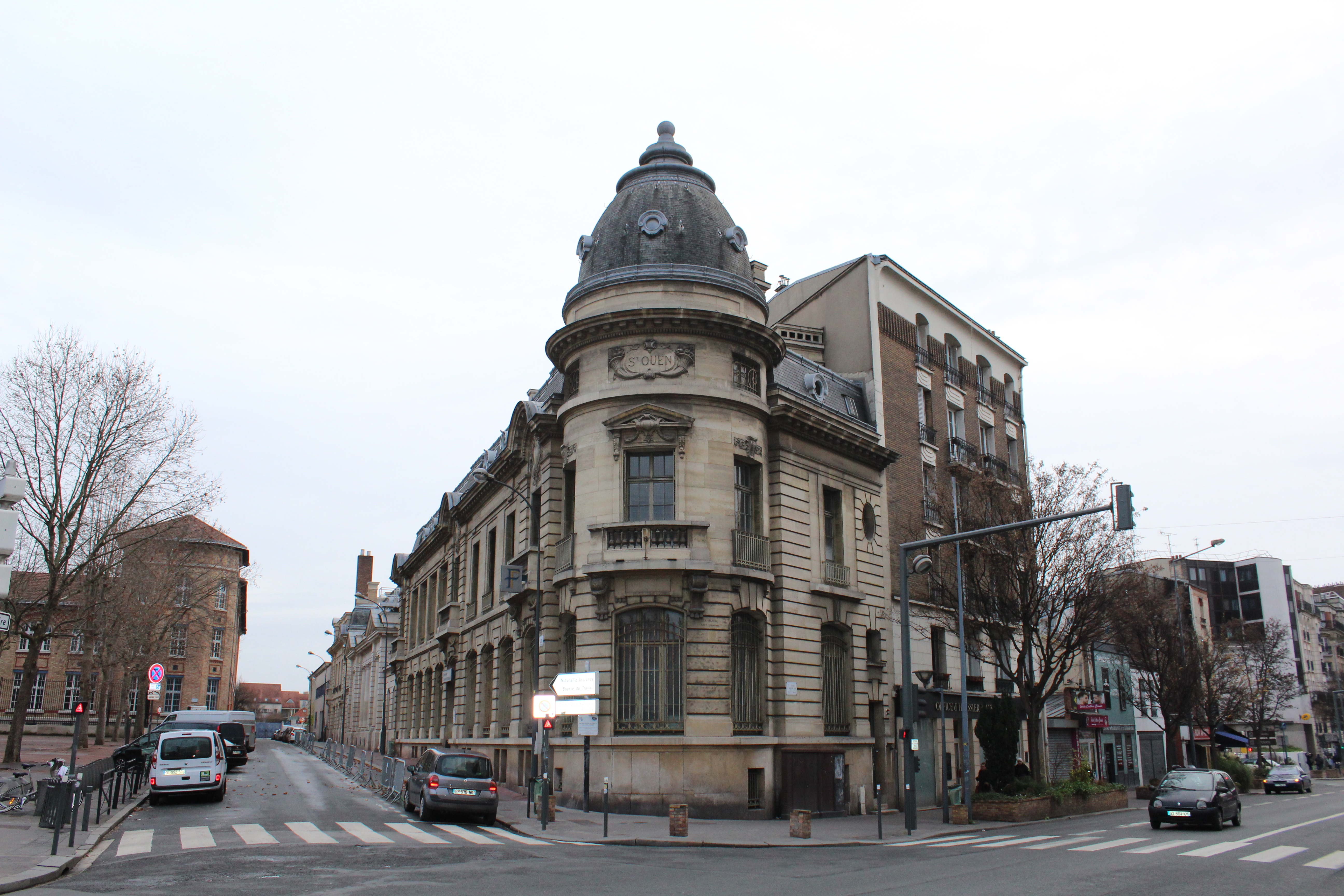
Le centre des finances publiques, ancien hôtel des Postes.